# Echinopepon wrightii
Echinopepon wrightii är en gurkväxtart som först beskrevs av Samuel Frederick Gray, och fick sitt nu gällande namn av S. Wats. Echinopepon wrightii ingår i släktet Echinopepon och familjen gurkväxter. Inga underarter finns listade i Catalogue of Life.